# Synthetonychia ramosa
Synthetonychia ramosa is een hooiwagen uit de familie Synthetonychidae.